# Gare de Bapaume
La gare de Bapaume est une ancienne gare ferroviaire française de la ligne d'Achiet à Marcoing, située près du centre-ville de Bapaume, ainsi qu'à proximité de la commune d'Avesnes-lès-Bapaume, dans le département du Pas-de-Calais, en région Hauts-de-France.
Elle est mise en service en 1871 par la Compagnie du chemin de fer d'Achiet à Bapaume, avant d'être fermée en 2010 par la Société auxiliaire de reconstruction pour l'industrie. Son bâtiment voyageurs est détruit en 2015.

## Situation ferroviaire
Établie à 120 mètres d'altitude, la gare de Bapaume est située au point kilométrique (PK) 7 de la ligne d'Achiet à Marcoing (chemin de fer secondaire à voie unique ; inexploité sur la section concernée), entre les gares fermées de Biefvillers et de Frémicourt. C'est en direction de cette dernière que la plate-forme est physiquement interrompue par la ligne de Gonesse à Lille-Frontière (LGV Nord), mais pas par l'autoroute A1.
Peu après la gare, la ligne franchissait par un passage à niveau (PN) la rue principale de Bapaume, dont l'odonyme est rue des Frères-Coint. Par contre, les rails subsistent dans les années 2010 au PN précédent l'établissement, implanté rue d'Albert à Avesnes-lès-Bapaume.

## Histoire
La gare est ouverte le 9 mai 1871, à l'occasion de la mise en service au trafic fret de la section Achiet – Bapaume de la ligne d'Achiet à Marcoing, par son concessionnaire, la Compagnie du chemin de fer d'Achiet à Bapaume. L'ouverture aux voyageurs intervient le 15 juillet de la même année. Puis, Havrincourt est ralliée le 10 décembre 1877, ensuite Marcoing le 10 mars 1878. Bapaume est alors le centre administratif et le dépôt du matériel roulant (avec un atelier) de la ligne.
En 1930, la ligne et donc la gare sont intégrées à la Compagnie générale de voies ferrées d'intérêt local. À l'hiver 1936, Bapaume est quotidiennement desservie par huit aller-retours, en provenance ou à destination d'Achiet, Marcoing voire Saint-Quentin (via la ligne de Vélu-Bertincourt à Saint-Quentin). Il était également possible d'atteindre Cambrai (via la ligne de Quéant à Frémicourt, puis celle de Boisleux à Marquion).
La ligne Achiet – Marcoing est reprise par la régie départementale des transports du Pas-de-Calais, à partir de 1961,. Cette dernière transfère le service voyageurs sur route en 1969, tandis que le service de fret est confié au GIE Exploitation Ferroviaire de Bapaume sur la seule section de ligne restant ouverte entre Achiet et Bapaume, (avec la propriété de la gare transférée à la Société auxiliaire de reconstruction pour l'industrie — ou SARI —, qui utilise alors le bâtiment voyageurs et le faisceau de voies). Bapaume est dès lors un cul-de-sac ferroviaire.
Ce dernier exploitant cesse le trafic ferroviaire en 1999,. Le dernier client de la section concernée, la SARI (filiale du groupe Ermewa, appelée Inveho UAB depuis 2017), devient le propriétaire de la ligne, dans le cadre d'un embranchement particulier. En 2010, ladite société transfère ses activités bapalmoises (en l'occurrence le contrôle des wagons : freins, essieux, etc.) sur son site d'Achiet-le-Grand récemment agrandi,,, afin de bénéficier d'un gain de temps compte tenu de la plus faible distance à parcourir pour atteindre la ligne Paris – Lille en gare d'Achiet (500 mètres au lieu de plusieurs kilomètres). Cela entraîne la fermeture de la gare de Bapaume.

## Patrimoine ferroviaire
La gare (dont les anciens bâtiment voyageurs et halle à marchandises) a été détruite au début de septembre 2015. Il reste ainsi une friche de trois hectares, dont la municipalité semblait s'être montrée intéressée pour l'acquérir, quelques années auparavant.

## Service des voyageurs
Bapaume est, de fait, fermée à tout trafic ferroviaire.
Néanmoins, les lignes 405, 406 et 407 du réseau d'autocars « Oscar » desservent la ville ; elle permettent d'atteindre respectivement les gares d'Achiet, de Cambrai et d'Arras.